# Ernest Legrand
Pour les articles homonymes, voir Legrand.
 (novembre 2014).
Si vous disposez d'ouvrages ou d'articles de référence ou si vous connaissez des sites web de qualité traitant du thème abordé ici, merci de compléter l'article en donnant les références utiles à sa vérifiabilité et en les liant à la section « Notes et références ».
Ernest Legrand né le 4 octobre 1872 à Lesmont et mort le 26 mars 1912 à Paris est un sculpteur et peintre français.

## Biographie
Ernest Legrand suit des cours de dessin et de sculpture dans l'atelier du sculpteur Léon Moynet à la Sainterie de Vendeuvre-sur-Barse. En 1890, il s'installe à Paris et est admis dans l'atelier du sculpteur Alfred Boucher avec lequel il participe, en 1902, à la création de la cité d'artistes La Ruche pour aider les jeunes artistes démunis.
Ernest Legrand continue sa formation à l'École des beaux-arts de Paris sous la direction de Paul Dubois et Gabriel-Jules Thomas. Il a sculpté environ 84 œuvres en marbre, bois, cire et bronze et il a peint une vingtaine d'aquarelles et huiles.[réf. nécessaire]
Il est promu officier de l'ordre des Palmes académiques en 1908.

## Œuvres
L'État a acquis deux sculptures. À Troyes, le musée Saint-Loup en conserve dix et l'hôtel de préfecture de l'Aube une, ainsi que le musée de Versailles[Lequel ?] et l'église d'Auxon.
- David combattant Goliath, 1900, premier second grand prix de Rome de sculpture, œuvre achetée par l'État français.
- Fustel de Coulanges, 1904, buste en plâtre, commande de l'État français.
- Espéranto, Salon de 1906.
- Fustel de Coulanges, 1906, buste en marbre[réf. nécessaire].
- Le Bonheur d'une mère, marbre, Troyes, hôtel de préfecture de l'Aube.
- Décors du théâtre Colón à Buenos Aires, inachevés à sa mort.

## Récompenses
- Premier prix Chenavard de l'École nationale des beaux-arts en 1894.
- Première et troisième médailles du Salon de la Société des artistes français en 1895.
- Premier second grand prix de Rome de sculpture en 1900.
- Prix de l'Institut de France en 1900.
- Bourse de voyage et hors-concours à l'Exposition universelle de 1904 à Saint-Louis et à d'autres expositions.
- Médaille d'or pour l'Espéranto en 1906.

## Descendance
- Sébastien , Ernest LEGRAND ( Sculpteur ) arrière petit-fils